# Triplicate (Dave-Holland-Album)
Triplicate (deutsch In dreifacher Ausführung) ist ein Jazzalbum des Dave Holland Trio mit Steve Coleman und Jack DeJohnette. Die im März 1988 im New Yorker Studio Power Station entstandenen Aufnahmen erschienen 1988 auf ECM Records.

## Hintergrund
Beginnend mit Conference of the Birds, entstanden 1974 mit Anthony Braxton, Sam Rivers und Barry Altschul, nahm der Bassist Dave Holland eine Reihe von Alben für das Münchner ECM-Label auf. Nach seinen Soloalben Emerald Tears und Life Cycle folgten in den 1980er-Jahren ECM-Produktionen in Quintettbesetzungen wie Jumpin’ In, Seeds of Time und The Razor’s Edge, an denen die Bläser Kenny Wheeler, Julian Priester, Steve Coleman, Robin Eubanks sowie Marvin „Smitty“ Smith am Schlagzeug beteiligt waren. In dieser Zeit arbeitete er für ECM auch mit dem Gitarristen John Abercrombie und dem Schlagzeuger Jack DeJohnette im Trio Gateway zusammen. Nachdem Holland das Quintettformat pausieren ließ, entstand 1988 das Trioalbum Triplicate, das Dave Holland mit dem Altsaxophonisten Steve Coleman und Jack DeJohnette einspielte. Im September 1989 setzte Dave Holland in Quartettbesetzung auf Extensions die Zusammenarbeit mit Steve Coleman fort; weitere Muskker waren Kevin Eubanks (Gitarre) und Marvin Smitty" Smith am Schlagzeug.

## Titelliste
- Dave Holland Trio: Triplicate (ECM Records ECM 1373, ECM Records 837 113-1)[2]

1. Games (Steve Coleman) 5:04
2. Quiet Fire 5:47
3. Take the Coltrane (Duke Ellington) 6:24
4. Rivers Run 9:14
5. Four Winds 4:18
6. Triple Dance 8:05
7. Blue (Jack DeJohnette) 6:06
8. African Lullaby (Traditional, arr. Dave Holland) 3:08
9. Segment (Charlie Parker) 6:34

Wenn nicht anders vermerkt, stammen die Kompositionen von Dave Holland. „Rivers Run“ widmete Holand dem Saxophonisten Sam Rivers; „African Lullaby“ basiert auf einem traditionellen Lied der Ba-Benzele-Pygmäen.

## Rezeption

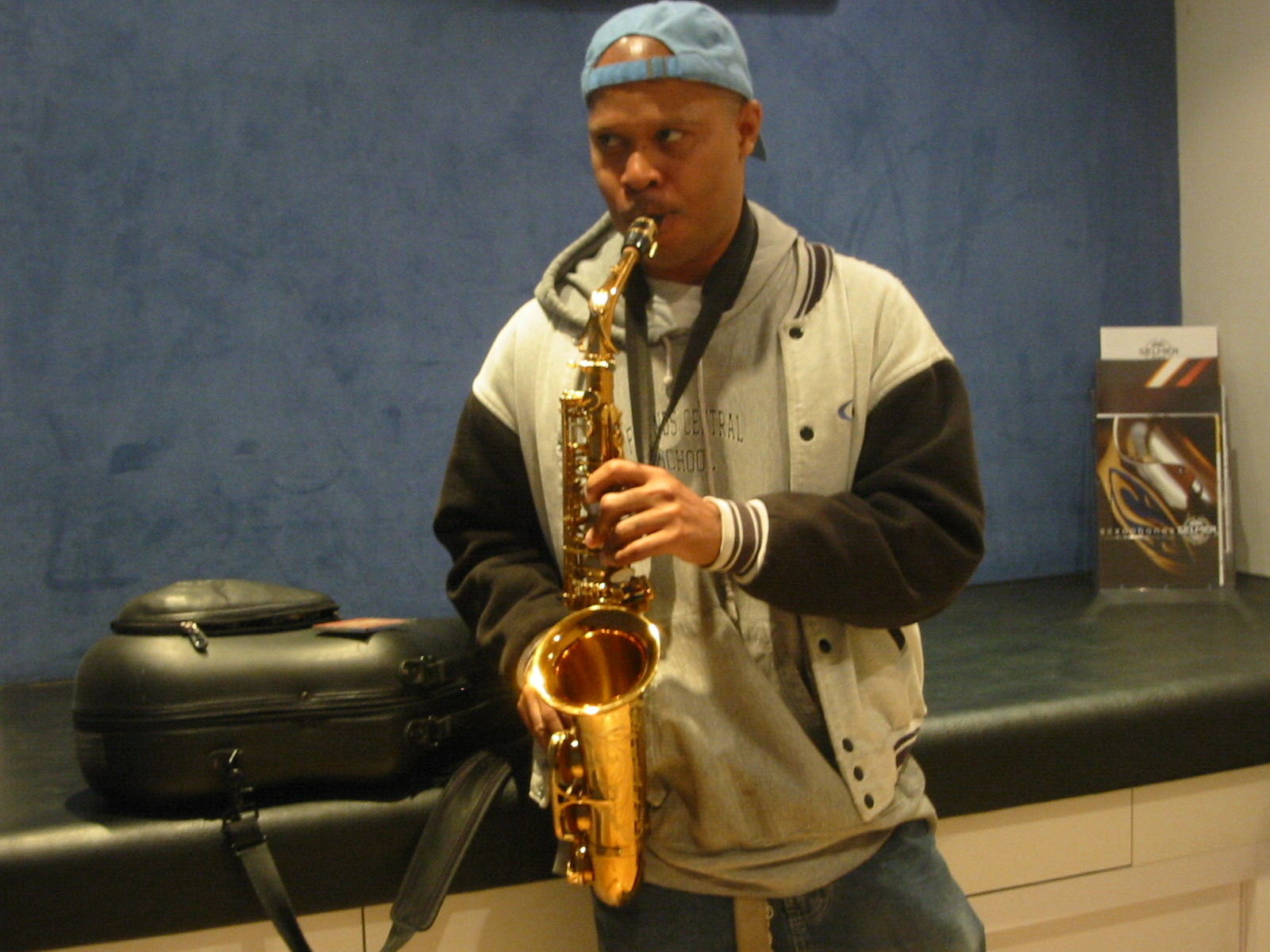
Steve Coleman (2004)

Triplicate sei die am stärksten reduzierte der fünf ECM-Aufnahmen gewesen, die der großartige britische Bassist unter eigenem Namen in den 1980er-Jahren gemacht und in denen der junge Steve Coleman mitgewirkt hatte, schrieb Selwyn Harris in Jazzwise. Nach drei erstklassigen Quintett-Veröffentlichungen wollte Holland den einzigartigen neuen konzeptionellen Ansatz des Altsaxophonisten ins Rampenlicht rücken, in einer Phase, als dieser und seine junge Truppe gleichzeitig die kollektive Initiative M-Base ins Leben gerufen hatten. Ohne ein konventionelles Harmonieinstrument würde sich Coleman auf mehr Freiheiten mit rhythmischen Verschiebungen und harmonischer Spannung einlassen, an der Seite zweier Musiker, die dieser Herausforderung gewachsen sind. Wenn der Saxophonist harmonischer agiere, wie etwa bei der von Holland verfassten Ballade „Quiet Fire“ und DeJohnettes „Blue“, sei die Stimmung elegant „noir“. Eine kantige Interpretation von Charlie Parkers „Segments“ – dieser sei ein früher, beständiger Einfluss auf Coleman gewesen – runde diese faszinierende klangliche Allianz ab.
Triplicate gelte als unmittelbarer Nachfolger von Hollands The Razor’s Edge – der letzten Veröffentlichung des Quintetts im Jahr 1987, bevor es dann in den 1990er Jahren reaktiviert wurde, sei aber klanglich deutlich reduzierter, schrieb Gareth Thomas im Jazz Journal. Das Fehlen einer harmonischen Begleitung führe zwar zu einem dünneren Klang im Vergleich zur volleren Bläsergruppe des Quintetts, aber dies würde es den übrigen Musikern ermöglichen, wirklich hervorzustechen und jedes Solo mit herausragender Klarheit vorzutragen.
Triplicate sei kein aufdringliches, sondern eines mit sorgfältiger Ausdrucksform dargebotenes Album, schrieb Tyran Grillo. Auf der Suche nach einer klaren Melodielinie werde die Gefahr von Kraftausdruck vermieden. Man könne sich vorstellen, dass das Publikum, wenn dieses Album live entstanden wäre, trotzdem jubeln und klatschen würde, aber bei dieser Studio-Produktion überzeuge eine gewisse Sauberkeit des Klangs. Das habe seine Vor- und Nachteile, abhängig von den jeweiligen Vorlieben, aber so oder so könne man beim Hören dieser Platte etwas Erfreuliches erleben.
Scott Yanow verlieh dem Album in Allmusic vier Sterne.